# Mont Terminillo
Le mont Terminillo, appelé Monte Terminillo en italien, est un sommet des monts Réatins, dans les Apennins. S'élevant à 2 216 mètres d'altitude, il est situé dans la région du Latium, près de la ville de Rieti.
Le mont accueille une station de sports d'hiver.
Le vol Sabena 503, un Douglas DC-6, s'y écrase le 13 février 1955 faisant 29 victimes.

## Cyclisme
Sa station de ski est régulièrement à l'arrivée d'étapes du Tour d'Italie. Elle a également été à l'arrivée de la 4e étape de Tirreno-Adriatico 2017, étape remportée par Nairo Quintana devant Geraint Thomas, à 1 675 m d'altitude.